# Ginástica nos Jogos do Sudeste Asiático de 2019
As competições de ginástica nos Jogos do Sudeste Asiático de 2019 nas Filipinas foram realizadas no Rizal Memorial Coliseum de 1 a 9 de dezembro de 2019.

## Calendário
Segue a programação das competições de ginástica. Todos os horários são o Horário Padrão das Filipinas (UTC+8).
| Data                  | Horário | Evento                       | Fase           |
| --------------------- | ------- | ---------------------------- | -------------- |
| 1 de dezembro de 2019 | 14:00   | Solo masculino               | Qualificatória |
| 1 de dezembro de 2019 | 14:00   | Cavalo com alças masculino   | Qualificatória |
| 1 de dezembro de 2019 | 14:00   | Argolas masculino            | Qualificatória |
| 1 de dezembro de 2019 | 14:00   | Salto masculino              | Qualificatória |
| 1 de dezembro de 2019 | 14:00   | Barras paralelas masculino   | Qualificatória |
| 1 de dezembro de 2019 | 14:00   | Barra fixa masculino         | Qualificatória |
| 1 de dezembro de 2019 | 14:00   | Individual geral masculino   | Final          |
| 2 de dezembro de 2019 | 14:00   | Salto feminino               | Qualificatória |
| 2 de dezembro de 2019 | 14:00   | Barras assimétricas feminino | Qualificatória |
| 2 de dezembro de 2019 | 14:00   | Trave feminino               | Qualificatória |
| 2 de dezembro de 2019 | 14:00   | Solo feminino                | Qualificatória |
| 2 de dezembro de 2019 | 14:00   | Individual geral feminino    | Final          |
| 3 de dezembro de 2019 | 16:00   | Solo masculino               | Final          |
| 3 de dezembro de 2019 | 16:30   | Salto feminino               | Final          |
| 3 de dezembro de 2019 | 17:30   | Cavalo com alças masculino   | Final          |
| 3 de dezembro de 2019 | 18:00   | Barras assimétricas feminino | Final          |
| 3 de dezembro de 2019 | 18:30   | Argolas masculino            | Final          |
| 4 de dezembro de 2019 | 16:00   | Salto masculino              | Final          |
| 4 de dezembro de 2019 | 16:30   | Trave feminino               | Final          |
| 4 de dezembro de 2019 | 17:30   | Barras paralelas masculino   | Final          |
| 4 de dezembro de 2019 | 18:00   | Solo feminino                | Final          |
| 4 de dezembro de 2019 | 18:30   | Barra fixa masculino         | Final          |

| Data                  | Horário | Evento  | Fase           |
| --------------------- | ------- | ------- | -------------- |
| 6 de dezembro de 2019 | 10:00   | Arco    | Qualificatória |
| 6 de dezembro de 2019 | 11:05   | Bola    | Qualificatória |
| 6 de dezembro de 2019 | 12:10   | Maças   | Qualificatória |
| 6 de dezembro de 2019 | 13:15   | Fita    | Qualificatória |
| 7 de dezembro de 2019 | 10:00   | Arco    | Final          |
| 7 de dezembro de 2019 | 10:30   | Bola    | Final          |
| 7 de dezembro de 2019 | 11:00   | Maças   | Final          |
| 7 de dezembro de 2019 | 11:30   | Fita    | Final          |
| 7 de dezembro de 2019 | 14:00   | Equipes | Final          |

| Data                  | Horário | Evento              | Fase  |
| --------------------- | ------- | ------------------- | ----- |
| 9 de dezembro de 2019 | 10:10   | Individual feminino | Final |
| 9 de dezembro de 2019 | 13:00   | Duplas mistas       | Final |
| 9 de dezembro de 2019 | 14:30   | Trios mistos        | Final |

## Quadro de medalhas
*   país anfitrião (PHI Filipinas)
| Pos.               | País               | Ouro | Prata | Bronze | Total |
| ------------------ | ------------------ | ---- | ----- | ------ | ----- |
| 1                  | MAS Malásia        | 9    | 3     | 4      | 16    |
| 2                  | VIE Vietnã         | 6    | 2     | 7      | 15    |
| 3                  | PHI Filipinas      | 3    | 5     | 4      | 12    |
| 4                  | INA Indonésia      | 2    | 4     | 2      | 8     |
| 5                  | THA Tailândia      | 1    | 5     | 2      | 8     |
| 6                  | SGP Singapura      | 0    | 0     | 1      | 1     |
| Total (6 entradas) | Total (6 entradas) | 21   | 19    | 20     | 60    |